# Fischbeker Heidbrook
Der Fischbeker Heidbrook ist ein Wohnquartier im Hamburger Stadtteil Neugraben-Fischbek im Bezirk Harburg. Das Quartier entstand auf dem Gelände der ehemaligen Röttiger-Kaserne und zeichnet sich laut den Planern durch seine naturnahe Lage, nachhaltige Planung und soziale Vielfalt aus. Es grenzt direkt an das Naturschutzgebiet Fischbeker Heide und umfasst rund 1.250 Wohneinheiten auf einer Fläche von etwa 54 Hektar.

## Geschichte
Die Röttiger-Kaserne wurde ab 1938 errichtet und war bis 2004 in Betrieb. Nach dem Abzug der Bundeswehr erwarb die Stadt Hamburg das Gelände und plante eine Umnutzung für Wohnzwecke. 2013 wurde die IBA Hamburg mit der Entwicklung des Areals beauftragt. Die Erschließungsarbeiten begannen 2015, und die ersten Bauprojekte starteten 2016. Die Fertigstellung der Erschließung und der Grünanlagen erfolgte Ende 2020. Am 18. September 2022 feierten die Bewohnerinnen und Bewohner des Fischbeker Heidbrooks mit Hamburgs Ersten Bürgermeister Peter Tschentscher die Fertigstellung des Quartiers und die Übergabe des Fischbeker Heidbrooks an den Bezirk Hamburg-Harburg.

## Städtebauliches Konzept
Das Quartier bietet eine Mischung aus Einfamilien-, Doppel- und Reihenhäusern sowie kleinteiligen Mehrfamilienhäusern. Ziel war es, die Bebauung harmonisch in die natürliche Umgebung zu integrieren und den vorhandenen Baumbestand weitgehend zu erhalten. Ein zentrales Element ist das "Plateau", eine terrassierte Fläche mit Park- und Spielflächen, die als Treffpunkt für die Bewohner dient.

## Nachhaltigkeit und Innovation
Der Fischbeker Heidbrook ist ein Pilotprojekt für das Hamburger Programm „RegenInfraStrukturAnpassung“ (RISA), dass ein klimaresilientes Regenwassermanagement fördert. Regenwasser wird lokal gespeichert, versickert oder verdunstet, um die Kanalisation zu entlasten und das Mikroklima zu verbessern. Zudem verfügt das Quartier über ein Nahwärmenetz, das teilweise mit erneuerbaren Energien betrieben wird. Alle Gebäude erfüllen mindestens den KfW-Effizienzstandard 55.

## Soziale Infrastruktur
Im Quartier befinden sich mehrere soziale Einrichtungen, darunter drei Kindertagesstätten, ein Gesundheitszentrum, die Uwe-Seeler-Sporthalle und die Fischbeker Höfe. Die Fischbeker Höfe ist ein Senioren Quartier mit 116 Wohnungen, welches durch den kompletten Umbau der historischen Röttiger-Kaserne entstanden ist. Ein Nahversorgungszentrum mit Einzelhandel und Gastronomie deckt die täglichen Bedürfnisse der Bewohner. Gemeinschaftsflächen und regelmäßige Veranstaltungen fördern den sozialen Zusammenhalt.

## Verkehrsanbindung
Der Fischbeker Heidbrook ist über die Bundesstraße B73 und die S-Bahn-Station Fischbek an das Hamburger Verkehrsnetz angebunden. Innerhalb des Quartiers gibt es autofreie Wege sowie Angebote wie Carsharing und StadtRad-Stationen, die eine umweltfreundliche Mobilität unterstützen.

## Aktuelle Entwicklungen
Im August 2024 erfolgte der Spatenstich für 45 Reihenhäuser mit insgesamt 90 öffentlich geförderten Wohnungen. Die Fertigstellung ist für das vierte Quartal 2025 geplant.